# 남자 미용사
《남자 미용사》(男子美容師)는 한국에서 제작된 심우섭 감독의 1968년 영화이다. 구봉서 등이 주연으로 출연하였고 홍의선 등이 제작에 참여하였다.

## 출연

### 주연
- 구봉서: 구형구(남자 미용사) 역
- 남정임: 란(식모) 역
- 최지희: 윤미(미용사) 역

### 조연
- 서영춘: 곽수(세탁소 기술자) 역
- 곽규석: 앙드레(남자 미용사) 역
- 양훈: 양태욱(사장) 역
- 송해: 세탁소주인 역
- 어윤길: 박선생(윤미의 후견인) 역
- 한은진: 정여사(양사장의 처) 역
- 백금녀: 뚱보여인 역
- 한유정: 옥주(윤미의 친구) 역
- 유하나: 미옥(빠걸) 역
- 지계순: 할머니 역
- 김소조: 할멈 역
- 김경란: 마담2 역
- 정미경: 미용실 여인 역
- 김지영: 마담1 역
- 석인수: 여주인 역
- 박예숙: 강여사 역
- 문미봉: 은하미용실 원장 역
- 임예심: 마담3 역
- 김신명: 이마담 역
- 윤신옥: 칼여인 역
- 석귀녀: 세탁소 부인 역
- 김세라: 두부장수 역
- 태일: 운전수 역 (언급되지 않음)
- 권일정: 미용실 여인 역 (언급되지 않음)

## 제작진
- 제작: 홍의선
- 기획: 변종상
- 각본: 홍종원
- 촬영: 김인용
- 조명: 김경중
- 음악: 정민섭
- 미술: 이문현
- 편집: 장현수
- 녹음: 손인호
- 효과: 최형래
- 소품: 우종삼
- 스칠: 노벨사
- 미용: 알렉산더 김
- 감독보: 김선경
- 촬영보: 심동섭
- 조명보: 김태성
- 제작부장: 김수남, 이상복
- 제작지휘: 심종현
- 감독: 심우섭